# Seehornsee
Seehornsee är en sjö i Österrike.   Den ligger i förbundslandet Salzburg, i den centrala delen av landet, 280 km väster om huvudstaden Wien. Seehornsee ligger 1 788 meter över havet. Den ligger vid sjön Dießbachstausee.
I omgivningarna runt Seehornsee växer i huvudsak blandskog. Runt Seehornsee är det ganska glesbefolkat, med 34 invånare per kvadratkilometer.